# Easa 2002 - A Journey To Vis
Easa 2002 - A Journey To Vis er en dansk dokumentarfilm fra 2003, der er instrueret af Jonas Poher Rasmussen efter manuskript af ham selv og Anton Ryslinge.

## Handling
Filmen følger den årligt tilbagevendende begivenhed Easa. Dette år foregår det i det tidligere borgerkrigshærgede land Kroatien, på øen Vis. Filmen følger de forskellige workshops tilbliven og udvikling.